# Kapsan-ŭp
Kapsan-ŭp (koreanska: 갑산읍) är en ort i Nordkorea.   Den ligger i provinsen Yanggang-do, i den nordöstra delen av landet, 300 km nordost om huvudstaden Pyongyang. Kapsan-ŭp ligger 813 meter över havet och antalet invånare är 20 406.
Terrängen runt Kapsan-ŭp är huvudsakligen kuperad. Kapsan-ŭp ligger nere i en dal. Runt Kapsan-ŭp är det ganska tätbefolkat, med 58 invånare per kvadratkilometer. Det finns inga andra samhällen i närheten. Trakten runt Kapsan-ŭp består i huvudsak av gräsmarker.